# جکی کورتیا
جکی کورتیا (فرانسوی: Jacky Courtillat‎؛ زادهٔ ۸ ژانویهٔ ۱۹۴۳) شمشیرباز اهل فرانسه بود.
وی در مسابقات کشوری و بین‌المللی در مجموع برندهٔ ۱ مدال برنز شده‌است.